# Священник (фильм)
«Священник» (англ. Priest) — американский художественный фильм, поставленный режиссёром Антонией Бёрд. Призёр Берлинале 1995 года (приз Тедди).

## Сюжет
Молодой священник Грег находится в постоянном внутреннем конфликте: соблюдение нравственных законов католицизма тяжело для него, так как его гомосексуальность, с которой он безуспешно борется, вступает в конфликт с установленными нормами морали.
Случается непредвиденное: его «застукали» в машине во время занятия сексом с мужчиной. Весь приход отворачивается от него, за исключением старого священника и… несовершеннолетней девушки.